# Panhard VCR
Der Panhard VCR (Véhicule de Combat à Roues, „Radkampffahrzeug“) ist ein leichtes, gepanzertes, amphibisches Truppentransportfahrzeug des französischen Unternehmens Panhard, das speziell für den Export gefertigt wurde und dessen Produktion im Jahr 1979 begann. Nachdem der Irak im September 1974 wegen der Möglichkeit einer Ausstattung mit einem französischen Turm zur Aufnahme einer Panzerabwehrlenkwaffenanlage nachgefragt hatte, begann für den Irak die Fertigung dieser speziellen Ausführung. Aus diesem Grund war auch der Irak mit 100 Stück der größte Abnehmer der Fahrzeuge.

## Beschreibung
Der VCR ist ein allradgetriebenes 6×6-Fahrzeug, das in den späten 1970er Jahren entwickelt wurde, um den inzwischen technisch überholten Panhard M3 VTT zu ersetzen. Letzterer war mit mehr als 1200 produzierten Exemplaren für Panhard ein großer Erfolg gewesen.
Bei Straßenfahrt kann das mittlere Räderpaar angehoben werden. Der Motor ist vorne rechts untergebracht, der Fahrer sitzt daneben in der Mitte des Bugs. Die Wände des Aufbaus bestehen aus 8 mm dickem Panzerstahl, während die Front 12 mm dick ist. Somit ist in der Front ein Schutz gegen 12,7 mm AP und ansonsten gegen 7,62 mm-AP-Geschosse gegeben.
Als Basisversion wird der VCR/TT (Transport de Troupes, „Truppentransport“) gefertigt. Dieser kann mit verschiedenen Waffen ausgestattet werden. Normalerweise besteht die Bewaffnung aus einem Maschinengewehr mit dem Kaliber 7,62 mm oder 12,7 mm, das in einer Ringlafette auf der linken, vorderen Dachseite montiert ist. Es ist allerdings auch die Ausrüstung mit einem 7,62-mm-Maschinengewehr oder einer 20-mm-Maschinenkanone in einem Ein-Mann-Turm möglich. Dieser befindet sich dann hinter der Fahrerluke mittig auf dem Fahrzeugdach. Der erste große Export ging in den Irak, nachdem 100 Fahrzeuge auf Wunsch des Kunden als Panzerjägerversion mit Turm zur Unterbringung der Abschussvorrichtung für die Panzerabwehrlenkrakete HOT ausgestattet worden war. Diese Version wurde als VCR/TH (Tourelle HOT, „HOT-Turm“) bezeichnet. Das Fahrzeug führte im Turm vier HOT-Raketen schussfertig und zehn weitere in der Wanne zum Nachladen mit sich. Die etwas preiswertere Version des VCR/TH war mit der MTC-Kuppel ausgestattet, mit der die Panzerabwehrrakete MILAN verfeuert werden konnte. Für diese Version fand sich allerdings kein Käufer.
Neben der dreiköpfigen Besatzung kann die Truppentransporterversion des Fahrzeugs neun Infanteristen aufnehmen.

## Weitere Varianten
- VCR/AT

Bergefahrzeug mit einem Kran auf dem Fahrzeugheck, Werkzeugausstattung für zwei Mechaniker, Werkbank, Schweißgerät, Ersatzteilen und einer Schleppstange.
- VCR/IS

Sanitätsfahrzeug mit Unterbringungsmöglichkeit für drei Tragen (für kurze Strecken auch vier Tragen) und einen Arzt oder Sanitäter. Klimaanlage für Wüsteneinsätze, Trinkwasservorrat, Kühlschrank, elektrischer Sterilisator, Wandschränke mit medizinischem Gerät. Am Fahrzeugheck konnte ein mitgeführtes, großes Zelt errichtet werden.
- VCR/PC

Kommandofahrzeug (Poste commandement) mit Arbeitsplätzen für drei Funker, einem Funkgerät für Langstrecken und einem weiteren für den Nahbereich. Weiterhin gehörten vier Hochleistungsbatterien zur Fahrzeugausstattung, um die Funkgeräte auch bei längerem Fahrzeugstillstand betriebsbereit zu halten.
Dieses Fahrzeug konnte auch zur elektronischen Kriegsführung verwendet werden, dann wurde elektronisches Gerät zur Störung gegnerischen Funkverkehrs installiert.
- VCR/TT „Hydrojet“

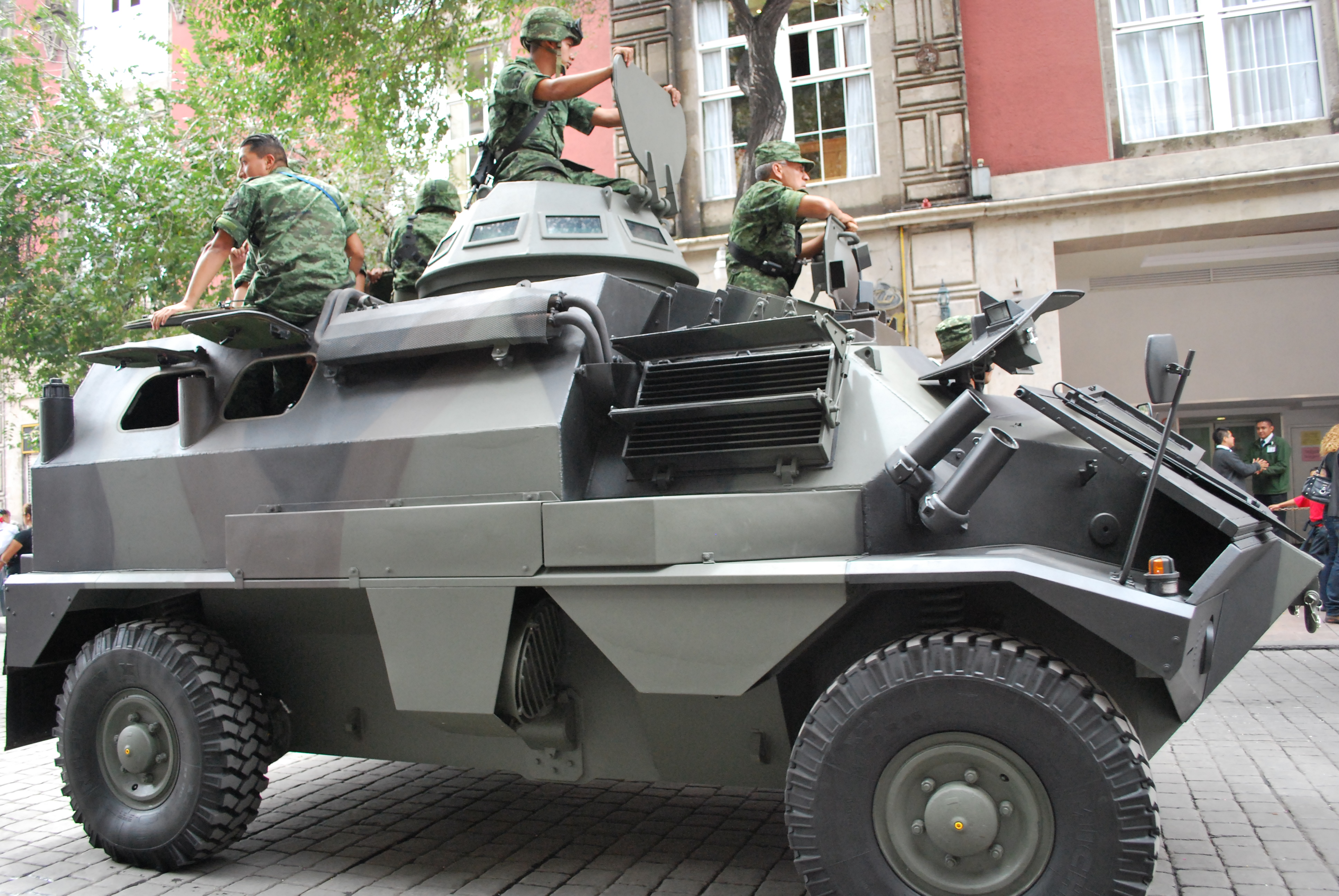
Panhard VCR TT 4x4 Hydrojet

Bei diesem Fahrzeug handelt es sich um eine 4×4-Version des VCR/TT, die speziell für die Marineinfanterie Argentiniens gefertigt wurde. Dabei wurde die mittlere Achse weggelassen und dafür ein Wasserstrahlantrieb eingebaut, der bei Bewegungen im Wasser die Geschwindigkeit gegenüber dem sonst vorhandenen Antrieb über die Räder verdoppelt.
Die Ansaugöffnungen sind zwischen die beiden Achsen gelegt worden, um sie so vor Hindernissen im Wasser zu schützen. Inzwischen verfügt auch Mexiko über solche Fahrzeuge.

## Nutzerstaaten
- Argentinien: 24[4]
- Frankreich
- Irak: 100, die meisten wahrscheinlich im Ersten Golfkrieg und während der Operation Desert Storm zerstört
- Mexiko: 46
- Vereinigte Arabische Emirate: 82